# Río Vedavathi
El río Vedavathi  (en canarés: ವೇದಾವತಿ ನದಿ) es un río de la India que fluye por los estados de Karnataka  y Andhra Pradesh, el  afluente más importante del río Tungabhadra, a su vez afluente del río Krishna, que vierte sus aguas en el golfo de Bengala.  

## Geografía
El río Vedavathi nace en las Ghats Occidentales, en el estado de Karnataka. Dos ríos, el Veda y el Avathi surgen en la parte este de la colina Sahyadri, y cerca de Pura se convierten en  el río Vedavathi. El río fluye aguas abajo hacia el sur, adentrándose luego por el este en el estado de Andhra Pradesh,  donde lo llaman río Hagari. Desagua finalmente en  el río Tungabhadra  cerca de la ciudad de Mantralaya.
Su principal afluente es el río Suvarnamukhi, que desagua en Koodalahalli, Hiriyur.  Se le considera, que es un Punya Bhumi  o la Tierra  Sagrada.
A orillas del río Vedavathi hay un famoso templo de Shri Anjaneya en Kellodu, cerca de Hosadurga (22 480 hab. en 2001).
El embalse de Vani Vilasa Saagara construido en el Vedavathi, tiene ya más de un siglo.
El río tiene una gran importancia cultural, con la gente que a lo largo del cinturón de Hagari depende completamente de él para sus actividades culturales y socioeconómicas.
- Datos: Q3777191